# Alan Cunningham (General)

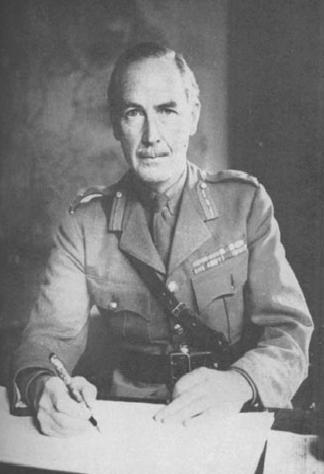
Sir Alan Cunningham

Sir Alan Gordon Cunningham, GCMG, KCB, DSO, MC (* 1. Mai 1887 in Dublin; † 30. Januar 1983 in Tunbridge Wells) war ein britischer General im Zweiten Weltkrieg und letzter britischer Hochkommissar für das Völkerbundsmandat für Palästina.

## Leben
Alan Cunningham wurde als Sohn einer schottischen Familie in Dublin geboren. Sein älterer Bruder Andrew Cunningham, 1. Viscount Cunningham of Hyndhope, war später Oberbefehlshaber der britischen Mittelmeerflotte und Erster Seelord.
Er wurde am Cheltenham College und der Royal Military Academy Sandhurst erzogen und erhielt 1906 sein Offizierspatent in der britischen Armee. Er nahm in der Royal Horse Artillery am Ersten Weltkrieg teil und wurde während des Krieges mit dem Military Cross und dem Distinguished Service Order ausgezeichnet.
1937 kommandierte er als Oberst die Artillerie der 1. Infanterie-Division. 1938 wurde er zum Major General befördert und zum Kommandeur der 5. Flugabwehr-Division (5th Anti Aircraft) ernannt. Nach Ausbruch des Zweiten Weltkrieges übernahm er nacheinander die Führung der 66. und 9. Division, danach ab August 1940 die 51st (Highland) Division. Im Oktober 1940 hatte er bereits den Befehl über die britische East Africa Force in Britisch-Ostafrika, die er im Ostafrikafeldzug führte. Am 5. April 1941 befreiten Streitkräfte unter seinem Befehl Addis Abeba von den Italienern. Nach dem Sieg der Briten in Ostafrika wurde Cunningham im August 1941 der Befehl über die in Ägypten aufgestellte 8. Armee übertragen. Nach britischen Misserfolgen während der Operation Crusader wurde er im November 1941 durch Neil Ritchie abgelöst und ans Staff College nach England versetzt. Ab 1943 war er militärischer Oberbefehlshaber in Nordirland. Nach Kriegsende wurde er zum General befördert.
Am 21. November 1945 löste er John Shaw, den kommissarischen Nachfolger von John Vereker, 6. Viscount Gort, als Hochkommissar für Palästina und Transjordanien ab und behielt diesen Posten bis zur Unabhängigkeit Transjordaniens am 22. März 1948 bzw. Ende des Mandats in Palästinas am 14. Mai 1948, zeitgleich mit der israelischen Unabhängigkeitserklärung. 
Er starb im Alter von 95 Jahren in Tunbridge Wells, Kent.